# إم. جيه. هايلاند
إم. جيه. هايلاند (بالإنجليزية: M. J. Hyland)‏  (و. 1968  م) هي كاتِبة، وروائية، وشاعرة قانونية من أستراليا، والمملكة المتحدة، ولدت في لندن.